# Kosum Phisai (huyện)
Kosum Phisai (tiếng Thái: โกสุมพิสัย) là một huyện (amphoe) ở phía bắc của tỉnh Maha Sarakham, đông bắc Thái Lan.

## Địa lý
Các huyện giáp ranh (từ phía bắc theo chiều kim đồng hồ) là Chiang Yuen, Kantharawichai, Mueang Maha Sarakham, Borabue và Kut Rang của tỉnh Maha Sarakham, Ban Phai, Ban Haet và Mueang Khon Kaen của tỉnh Khon Kaen.

## Hành chính
Huyện này được chia thành 17 phó huyện (tambon), các đơn vị này lại được chia ra thành 231 làng (muban). Hua Khwang là một thị trấn (thesaban tambon) nằm trên một phần của tambon Hua Khwang. Có 17 tổ chức hành chính tambon.
| STT | Tên             | Tên tiếng Thái | Số làng | Dân số |  |
| --- | --------------- | -------------- | ------- | ------ |  |
| 1.  | Hua Khwang      | หัวขวาง         | 21      | 17.952 |  |
| 2.  | Yang Noi        | ยางน้อย         | 14      | 6.325  |  |
| 3.  | Wang Yao        | วังยาว          | 12      | 5.995  |  |
| 4.  | Khwao Rai       | เขวาไร่         | 20      | 10.869 |  |
| 5.  | Phaeng          | แพง            | 17      | 9.291  |  |
| 6.  | Kaeng Kae       | แก้งแก          | 10      | 3.964  |  |
| 7.  | Nong Lek        | หนองเหล็ก       | 20      | 9.578  |  |
| 8.  | Nong Bua        | หนองบัว         | 10      | 6.261  |  |
| 9.  | Lao             | เหล่า           | 11      | 4.228  |  |
| 10. | Khuean          | เขื่อน           | 11      | 5.730  |  |
| 11. | Nong Bon        | หนองบอน        | 11      | 5.864  |  |
| 12. | Phon Ngam       | โพนงาม         | 12      | 6.781  |  |
| 13. | Yang Tha Chaeng | ยางท่าแจ้ง       | 10      | 4.850  |  |
| 14. | Hae Tai         | แห่ใต้           | 19      | 6.304  |  |
| 15. | Nong Kung Sawan | หนองกุงสวรรค์    | 10      | 5.408  |  |
| 16. | Loeng Tai       | เลิงใต้          | 12      | 4.000  |  |
| 17. | Don Klang       | ดอนกลาง        | 11      | 5.738  |  |